# Jagan Hames
Jagan Hames (né le 31 octobre 1975 à McLaren Vale) est un athlète australien, spécialiste du saut en hauteur et des épreuves combinées. 

## Biographie
En 1994, Jagan Hames devient champion du monde junior du saut en hauteur, à Lisbonne, avec un saut à 2,23 m.
Quatre ans plus tard, dans l'épreuve du décathlon, il remporte le titre des Jeux du Commonwealth, à Kuala Lumpur, en établissant la meilleure performance de sa carrière avec 8 490 points, ce qui constitue à cette époque le record d'Australie et record d'Océanie.

### Palmarès
| Date | Compétition                   | Lieu         | Résultat | Performance     |
| ---- | ----------------------------- | ------------ | -------- | --------------- |
| 1994 | Championnats du monde juniors | Lisbonne     | 1er      | Saut en hauteur |
| 1994 | Jeux du Commonwealth          | Victoria     | 13e      | Saut en hauteur |
| 1998 | Jeux du Commonwealth          | Kuala Lumpur | 1er      | Décathlon       |

### Records
| Épreuve         | Performance | Lieu         | Date              |
| --------------- | ----------- | ------------ | ----------------- |
| Décathlon       | 8 490 pts   | Kuala Lumpur | 18 septembre 1998 |
| Saut en hauteur | 2,30 m      | Sydney       | 13 mars 1994      |